# ダブル・ヘディッド・ショット諸島

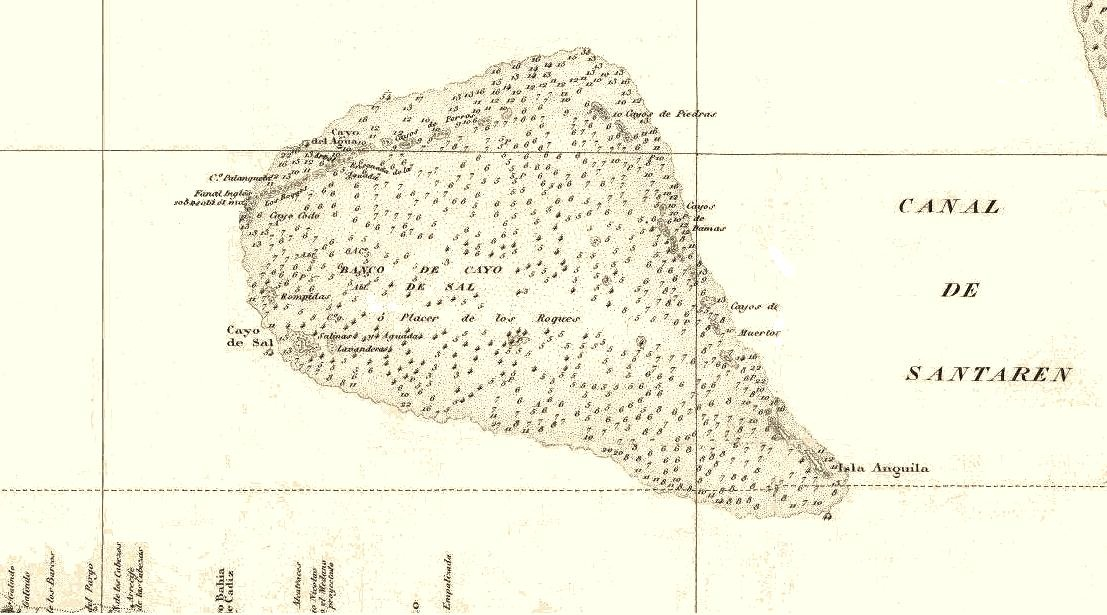

ダブル・ヘディッド・ショット諸島（ダブル・ヘディッド・ショットしょとう、Cay Sal Bank; Placer de los Roques）とはカリブ海のバハマに属する島々。
バハマ諸島の中では一番西の方にある。フロリダ半島の南、キューバの中央海岸から北に位置する。ケイ・サル・バンク（Cay Sal Bank）の海域に、アンギラ島（Anguilla Cays）、サル島（Cay Sal）、ダマス島（Damas Cays）、エルボー島（Elbow Cays）、デッドマン島（Deadman's Cays）、ムエルトス島（Muertos Cays）、ドッグ・ロックス（Dog Rocks）などのケイ（Cay）と呼ばれる無数の小さな岩礁の島々からなり、美しい環礁に囲まれた島々の海はダイビングに適している。島には灯台がある。
1511年にスペインのポンセ・デ・レオンにより初めてこの島々は地図に示された。
座標: 北緯23度50分 西経80度05分 / 北緯23.833度 西経80.083度